# Heinrich Aldegrever

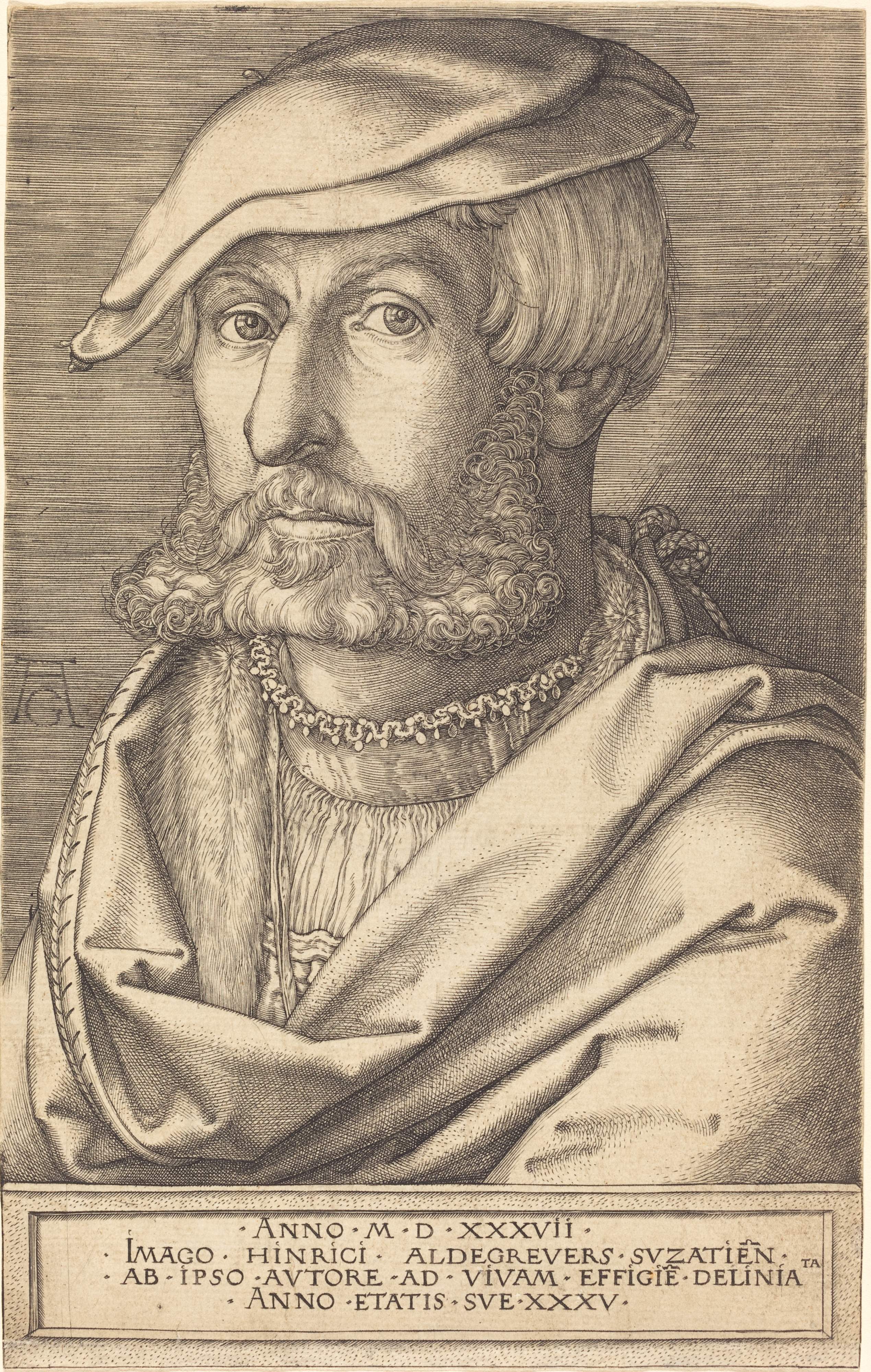
Selbstbildnis (1537)

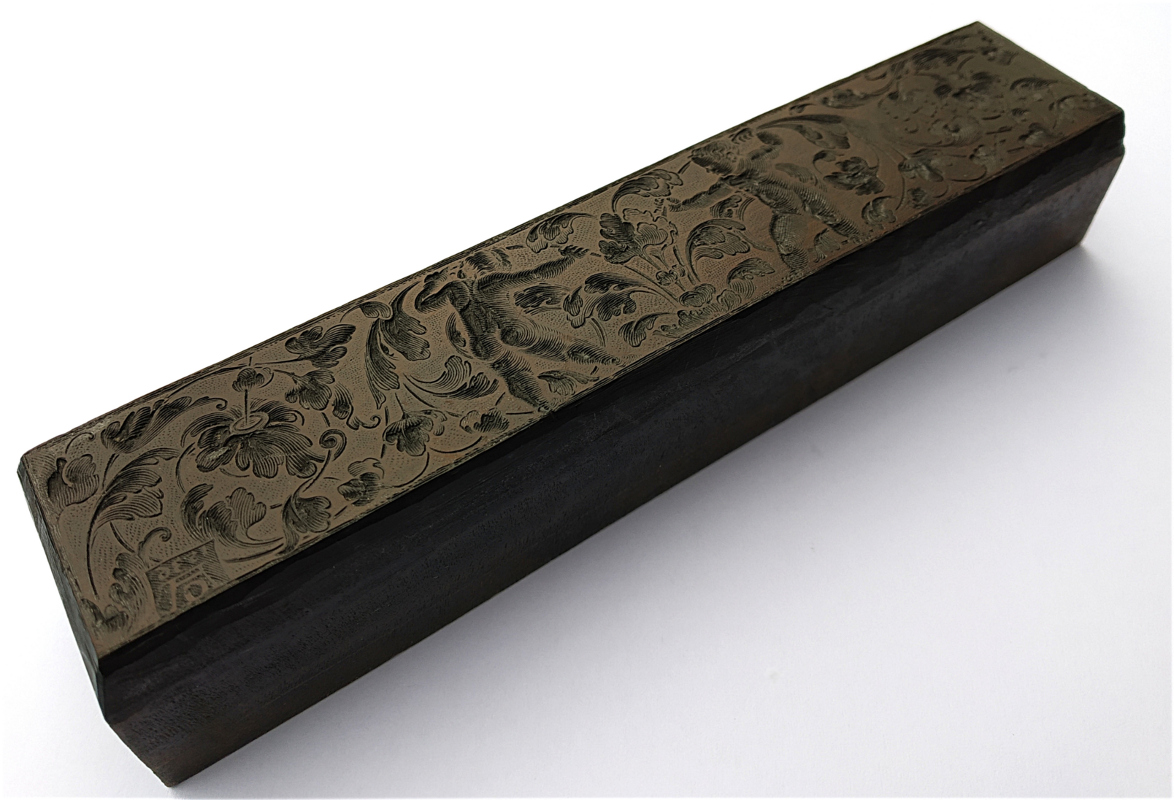
Von Heinrich Aldegrever gefertigter Druckstock (1536)

Heinrich Aldegrever, in der niederdeutschen Sprache seiner Heimat eigentlich Hinrik Trippenmäker, (* 1502 in Paderborn; † zwischen 1555 und 1561 in Soest) war bedeutender deutscher Kupferstecher, Maler und Siegelschneider der Renaissance.

## Leben
Aldegrever war der Sohn des bürgerlichen Holzschuhmachers Hermann Trippenmäker und dessen Ehefrau Katharina. Da zu dieser Zeit in Paderborn keine Malergilde nachzuweisen ist, ist es wahrscheinlich, dass Aldegrever in Soest gelernt hatte.
Mit etwa 19 Jahren wurde Aldegrever um 1521 in Münster als Geselle in der Werkstatt des Malers Ludger tom Ring der Ältere aufgenommen. Seine Wanderjahre könnten Aldegrever in die Niederlande geführt haben. Diskutiert werden Einflüsse durch Joos van Cleve und Jan Gossaert.
In der Folge wirkte Aldegrever in der damals wichtigen westfälischen Stadt Soest am Hellweg. Sein dortiges Frühwerk, der in der Soester Wiesenkirche aufgestellte Marienaltar von 1525 ist noch ganz katholischen religiösen Bildideen verhaftet. Doch wandte sich der Künstler bald reformatorischen Vorstellungen zu. Auch bewegte er sich weg von der Malerei, hin zum Kupferstich, stark beeinflusst von seinem Vorbild Albrecht Dürer. Ob Aldegrever auch selbst bei Dürer in Nürnberg war, was nach Analyse seines Malstils durchaus im Bereich des Möglichen wäre, oder ob er sich an Werken Dürers orientierte, muss offenbleiben. Die Verehrung für den Nürnberger Kupferstecher fand besonderen Ausdruck in der Übernahme von dessen Signeform AD, die Aldegrever nahezu übereinstimmend als AG zitierte.
Zwischen 1526 und 1527 wurde Aldegrever das Bürgerrecht von Soest zugesprochen. Als Bürger wurde er daraufhin in die dortige Malergilde aufgenommen, in der er bis zu seinem Tod verblieb. Er gehörte zur Gruppe der sogenannten Kleinmeister.
Als Künstler war Aldegrever dermaßen angesehen, dass selbst Franz von Waldeck, der katholische Bischof von Münster dem lutherischen Künstler immer wieder Aufträge zukommen ließ. Bekannt sind heute noch Porträts der besiegten bischöflichen Gegner Jan van Leyden und Bernd Knipperdolling.
Es wurde Aldegrever immer wieder zugeschrieben, nebenbei auch als Goldschmied und Brandglasmaler tätig gewesen zu sein. Dies kann nach derzeitigem Stand der Forschung nicht bestätigt werden.
Aldegrever nahm politisch-religiösen Einfluss bei der Einführung der Reformation in Soest. Im Auftrag des Rates lud und begleitete er den Reformator Gerd Omeken aus Lippstadt in die Stadt Soest.

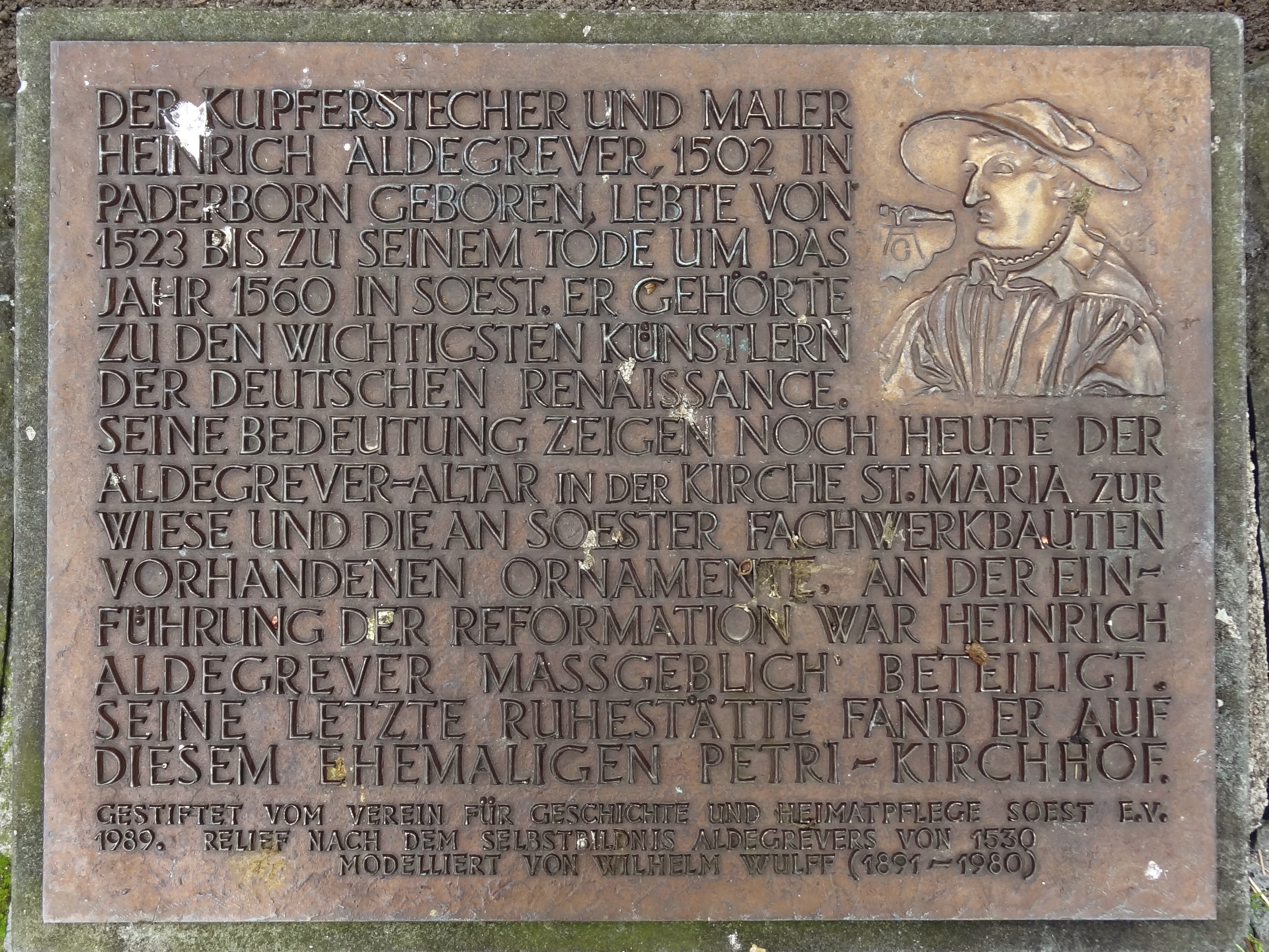
Gedenktafel für Aldegrever in Soest

## Werke
- 1527 Stehende Madonna, Sitzende Madonna, Heiliger Christophorus, Drei Ornamententwürfe für Querfüllungen
- 1528 Vier Entwürfe für Querfüllungen, Dolchscheide mit Landsknecht, Dolchscheide mit babylonischer Buhlerin, Joseph verkauft Getreide an seine Brüder, Judith, Simson & Delila, Orpheus & Eurydike, Der Glaube, Die Unmäßigkeit, Die Stärke, Der Fähnrich, Brustbild eines alten Mannes
- 1529 Adam, Eva, Medea & Jason, Mars, Herkules & Antäus, Die Liebenden, Mahnung an den Tod, Der Landsknecht, Drei Entwürfe für Querfüllungen, Dolchscheide mit David, Dolchscheide mit Johannes
- 1530 Loth und seine Töchter, Die Entführung, Mucius Scaevola, Mönch und Nonne, Selbstbildnis mit 28 Jahren
- 1532 Joseph erzählt seine Träume, Joseph entflieht Potiphars Weib, Potiphars Weib verklagt Joseph, Joseph entflieht der Versuchung, Jakob über Josephs Träume nachdenkend, Bathseba, Marcus Curcius, Kampffries mit Hector, Dolchscheide mit Mann und Frau, Dolchscheide mit nacktem Mann und Frau, Dolchscheide mit Soldat und nackter Frau
- 1533 Diana, Merkur, Jupiter, Venus, Saturn
- 1535 Kinderfries, Bärenfries, Dolchscheide mit Büste eines behelmten Mannes, Dolchscheide mit Büste einer Königin
- 1536 Entwurf von drei Agraffen, Dolchentwurf mit nacktem Paar, Bildnis Jans van Leyden, Bildnis Bernhard Knipperdollings
- 1537 verliebter Lautenspieler, Selbstbildnis mit 35 Jahren, Entwurf für eine Gürtelschnalle, Entwurf für ein Schwertscheidenende, Entwurf für einen Dolch
- 1538 Kampffries mit Hannibal & Scipio, Urteil des Paris, Kleine Hochzeitstänzer, Große Hochzeitstänzer, Bildnis Alberts van der Helle
- 1539 Vier Evangelisten, Tarquinius & Lucretia, Entwurf für zwei Löffel, Entwurf für einen Dolch mit David & Goliath
- 1540 Adam & Eva, Amnos & Thamar, Der Fähnrich, Bildnis des Herzog Wilhelm, Bildnis von Jülich-Cleve-Berg, Bildnis Martin Luthers, Bildnis des Melanchthon
- 1541 Totentanz
- 1549 Allegorienfolge
- 1550 Heraklesfolge, Der siegreiche Heiland
- 1551 Adam & Eva
- 1552 Venus & Amor, Kleine Hochzeitstänzer, Folge der Tugenden & Laster
- 1553 Verkündigung Mariä, Geburt Christi, Christus am Kreuze, Madonna mit Sterbekrone, Madonna sitzend, Sophonisbe, Tarquinius & Lucretia, Titus Manilius, Der strenge Vater, Thisbe sich tötend, Die Nacht
- 1554 Gleichnis vom barmherzigen Samariter, Gleichnis vom reichen Mann und Lazarus
- 1555 Geschichte Susannas, Urteil des Salomonis, Geschichte Loths, Nemesis

## Rezeption
1989 schuf Kord Winter den Aldegrever-Brunnen in Soest nach einem Motiv aus Die großen Hochzeitstänzer.

### Auktionen
Aus der durch den Buchhändler und Auktionator I. L. Schmidmer (1779–1831) 1825 in Nürnberg durchgeführten mehrtägigen Versteigerung des v. Derschauischen Kunstkabinetts zu Nürnberg (Hans Albrecht von Derschau † 1824) werden weitere Werke nachgewiesen.

## Ausstellungen
- 30. September – 2. November 1986 Unna: Heinrich Aldegrever – die Kleinmeister und das Kunsthandwerk der Renaissance.
- 6. Juni – 25. August 2002 Münster, Westfälisches Landesmuseum für Kunst und Kulturgeschichte: Heinrich Aldegrever – Kupferstiche, Jubiläumsausstellung zum 500. Geburtstag des westfälischen Künstlers.
- 26. Januar – 27. April 2003 Unna, Hellweg-Museum: Bilderstreit und Sinnenlust – Heinrich Aldegrever (1502–2002) siehe unter Weblinks.